# Wilhelm Dethard Motz
Wilhelm Dethard Motz (* 25. Juli 1815 in Bremen; † 25. März 1897 in Bremen) war ein deutscher Pädagoge und Mitglied der Bremischen Bürgerschaft.

## Biografie
Er war der Sohn des praktischen Arztes Dr. Dethard Motz und ein Neffe des Juristen und bremischen Senators Heinrich Christian Motz, sowie Urenkel des Kommandanten von Bremen, von Christoph Ludwig Motz.
Motz besuchte eine Dorfschule und erhielt dann Privatunterricht bei seinem Onkel dem Pastor Motz in Bützow. Anschließend besuchte er dann die Gelehrtenschule in Bremen. Er studierte von 1835 bis 1839 Evangelische Theologie an der Universität Jena und der Universität Bonn. Während seines Studiums wurde er 1835 Mitglied der Jenaischen Burschenschaft.
Nach seinem Studium war er als Hauslehrer in Bremen tätig. 1844 wurde er Hilfslehrer, 1850 ordentlicher Lehrer und 1858 Leiter der Vorschule am Eschenhof in Bremen. Von 1859 bis 1865 war er Mitglied der Bremischen Bürgerschaft, danach bis 1883 beratendes Mitglied der Schuldeputation. Er wurde zum Professor ernannt. 1872 war er an der Gründung des Vereins zur Ausbildung von Krankenpflegerinnen beteiligt, den er bis 1892 leitete. Er war auch Vorsitzender des Vereins zum Roten Kreuz und der Gesellschaft Museum. 1883 trat er in den Ruhestand.